# Cartierul Între Lacuri din Cluj-Napoca
Între Lacuri, este un cartier în Cluj-Napoca, situat în partea de est a orașului. 

## Istoric
Conform istoricului clujean Lukács József, zona în care s-a dezvoltat cartierul era mlăștinoasă, cu stuf, poteci prin stufăriș, cu mai multe lacuri (stufăriș mai există în zona fostei pepiniere și a pârâului Becaș), iar numele cartierului provine de la aceste lacuri. Pe la începutul anilor 1980, mlaștina a fost secată și transformată într-un spațiu pentru blocuri de locuințe. Fiind construit într-o zonă mlăștinoasă, majoritatea străzilor poartă nume de ape, cu o excepție, Strada Sarmisegetuza (care la rându-i este o continuare a străzii Tulcea). Cele două lacuri ale fostei pepinieri au fost parte a unui singur lac, mai mare, care a fost parțial secat când zona a fost modificată. Zona în care au fost construite blocuri de locuințe nu a fost pe placul doritorilor, in principal datorită calității proaste a apartamentelor construite în această zonă. Primele blocuri de locuințe au fost realizate începând cu 1985, dar cu toate astea, 5 ani mai târziu încă mai existau sute de apartamente neocupate, pe care nu le voia nimeni. Acestea, de regulă , erau apartamentele de la parter și etajul 4. Totuși, odată cu căderea regimului comunist și declararea Clujului drept oraș deschis, în primăvara anului 1990, sute de persoane, în mare parte navetiști, au primit apartamente în această zonă iar apartamentele goale au fost rapid ocupate.

## Geografie
Cartierul Între Lacuri își derivă numele de la cele patru lacuri aflate în zona respectivă a orașului: Lacul Gheorgheni, Lacul 3 și lacurile de Pepinieră 1 și 2. Cartierul este delimitat de strada Alexandru Vaida Voevod, strada Aurel Vlaicu, Calea Someșeni, pârâul Becaș, Baza Sportivă Gheorgheni. Zona de nord a cartierului este dominată de blocuri de locuințe majoritatea contruite înainte de 1989, în mijlocul zonei de blocuri fiind situată Școala Gimnazială „Alexandru Vaida – Voevod". Zona de sud a cartierului cuprinde cele patru lacuri principale, Cimitirul Militar, Parcul Între Lacuri, fosta pepinieră și zona de stufăriș a pârâului Becaș (o suprafață de 45 ha din această zonă urmează a fi transformată în viitorul Parcul Est).

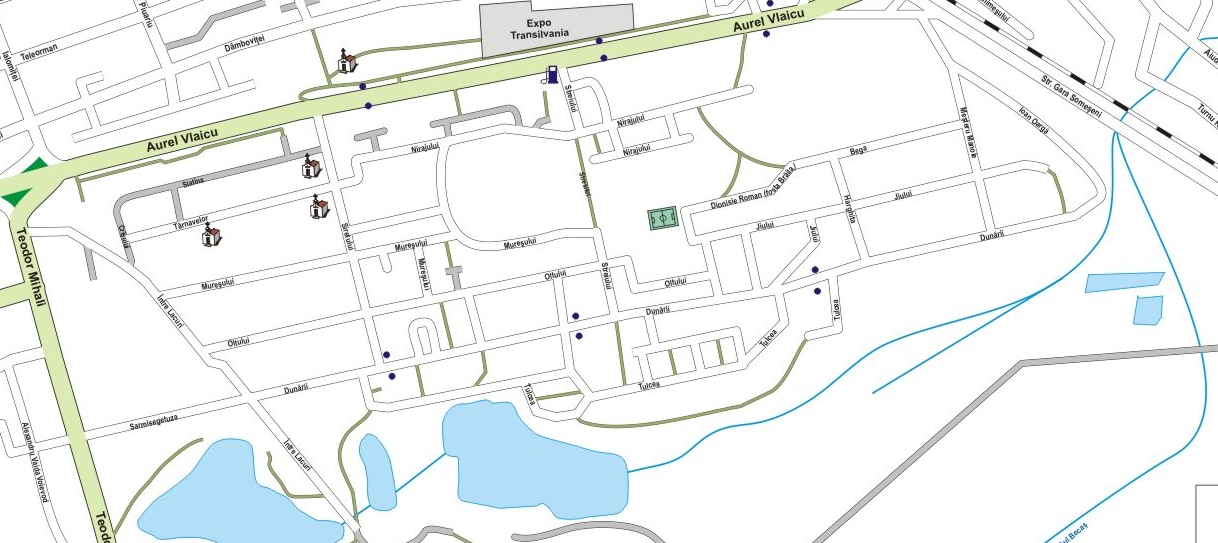
Harta Cartierului Între Lacuri

## Artere
- Strada Alexandru Vaida Voevod
- Strada Aurel Vlaicu
- Strada Dunării

## Transport
Cartierul este deservit de o linie principală de autobuz, linia 47: Piața Mihai Viteazul - Strada Harghitei. Alte linii de transport care se regăsesc la marginea cartierului sunt 5, 24, 24B, 25, 30, 34, 48.

## Puncte de interes
- Cimitirul Militar
- Iulius Mall
- Lacul Gheorgheni
- Parcul Est (momentan in proiectare)
- Parcul Iulius/Iulius Mall
- Parcul Între Lacuri
- Parcul Între Lacuri II
- Parcul Tulcea 20